# Clear Lake Shores
Pour les articles homonymes, voir Clear Lake et Shores.
Clear Lake Shores est une ville située dans le comté de Galveston, dans l’État du Texas, aux États-Unis. Elle fait partie de l’aire urbaine de Houston. Sa population s’élevait à 1 063 habitants lors du recensement de 2010, estimée à 1 194 habitants en 2016.

## Source
- (en) Cet article est partiellement ou en totalité issu de l’article de Wikipédia en anglais intitulé « Clear Lake Shores, Texas » (voir la liste des auteurs).